# والاس إي. أوتس
والاس إي. أوتس (بالإنجليزية: Wallace E. Oates)‏ هو اقتصادي أمريكي، ولد في 21 مارس 1937 في لوس أنجلوس في الولايات المتحدة، وتوفي في 30 أكتوبر 2015.